# François de Ménardeau
François de Ménardeau, chevalier, seigneur de Noes, Goulaine, Beaumon, Ranzay et Sainte-Pazanne (vivant en 1499), est l'un des 96 gentilshommes employés à la garde du château de Nantes en 1522. 
Parmi ses descendants, seigneurs de Sainte-Pazanne, on compte Pierre, Auguste-Pierre et enfin François Ménardeau (vivant en 1619).